# 大地マリ
大地 マリ（だいち まり、1972年(昭和47年)11月29日 - ）は、日本の元AV女優。東京都の下町出身。
身長：159cm。体重：48kg。スリーサイズ：B88・W62・H84。血液型：O型。趣味：旅行。 
不思議な色気のある魅惑の美熟女系AV女優。インディーズ系企画作品で、人妻モノ、痴女モノなどを中心に活躍。 

## 来歴・人物
1986年14歳でロストバージン。
1988年16歳で水商売をしながら高校に通う。高1の冬に貯金が溜まったので一人暮らしを始める。
2002年にスカウトされたのをきっかけに、仕事に行き詰まりを感じていたこともあり悩んだ末にOLを辞職。目立つような宣伝はNGという条件で、3月から29歳でAVデビュー。
現在は引退している。

## 共演男優
- 佐川銀次 ・・・・共演感想：軽い縛りプレイがよかった。[4]
- 大島丈 ・・・・・共演感想：キスが上手い。エッチの相性がよかった。
- 愛川賢剛 ・・・・共演感想：凄い紳士でよかった。

## 出演作品

### アダルトビデオ
- 近親家族 15 (5月2日、麒麟堂)
- 溜池ゴローの美熟女ファイル 大地マリ(30歳) (6月6日、ドグマ (アダルトビデオ))
- 三十路の視線4 (6月19日、タカラ映像)
- 私脱いだらスゴイんです 肉弾昇天編 (6月30日、ビッグモーカル)
- 痴憾 2 (8月3日、桃太郎映像出版)
- 淋しがりやの交差点 (8月8日、ティーエムインターナショナル)
- 女の本性 6 (8月9日、U&K)
- 高級美熟女 3 (9月10日、メディアボス)
- 電マ責め ～まん汁枯れるまで...～ (9月11日、アロマ企画)
- 義母6 (10月4日、ジャネス)
- 人妻癒し温泉旅行 03 (10月5日、HealingProject.)
- 熟女「生撮り」元○○株式会社営業部長 大地マリ 31歳 (10月15日、ジャネス)
- 熟女専科 たたかれたいの3人 (10月20日、ネクスト)
- 熟女いじり (10月30日、みけねこ（チャンネルヴィ）)
- 「私は痴熟女」 究極淫乱 (11月8日、ジャネス)
- 人妻の不倫志願 壱の巻 (12月1日、タカラ映像)
- 肉欲団地妻 1 (12月6日、素人主婦の友社)
- DOGMA ANTHOLOGY 1.5TH ANNIVERSARY VOL.2 (12月6日、ドグマ (アダルトビデオ))
- 完熟マダムスペシャル ３ 三十路女のよがり汁 (12月10日、クリスタル映像)
- 熟女優 熟女AV女優が魅せるエロワールド (12月18日、ジャネス)
- 熟女レズ ( 月 日、ジャネス)
- 人妻の不倫志願 まり 32歳 ( 月 日、タカラ映像)
- 大地マリのおもてなし ( 月 日、おもてなし倶楽部)

- 熟女達のこらしめ (2月7日、ジャネス)
- 三十路の視線SP (2月14日、タカラ映像) ※総集編
- 高級美熟女 番外編 手コキ・オナニー Selection (2月27日、メディアボス)
- マスカット美人妻コレクション 淫靡な午後の人妻たち (３月19日、ビッグモーカル)
- 人妻が熟れて我慢できない午後3時 2 (4月25日、クリスタル映像)
- お姉さんと淫乱旅行 2 イキまくり助平女 (5月1日、アロマ企画)
- 溜池ゴロー卒業記念 ドグマでの全仕事作品集 Vol.2 (6月10日、ドグマ)
- 三十路の秘密 240分DX (6月13日、デジタルバンク)
- 美人妻 ULTIMATEコレクション 4時間SPECIAL (6月13日、ビッグモーカル)
- 高級美熟女 総集編1 (8月8日、メディアボス) ※総集編
- おもてなしSP 4 (10月10日、おもてなし倶楽部) ※総集編
- 月刊熟女秘宝館 ザーメンは美顔の秘薬 (10月15日、ネクスト (アダルトビデオ)) ※総集編
- 人妻癒し温泉旅行 総集編 (11月1日、HealingProject.) ※総集編
- 近親家族スペシャル Vol.5 (11月5日、麒麟堂) ※総集編
- 熟女 take off 6人の超有名熟女優の敏感BODY大爆発!! 2 (11月7日、ジャネス) ※総集編

- 高貴な三十路妻 [三十路の視線] 総集編2 (2月19日、タカラ映像) ※総集編
- Virtual Panst Onanie 熟女編 6 (3月5日、ジャネス) …他出演:榎本咲、林かれん、結城マリア、桜田由加里、草壁夕子、高崎華
- 近親家族PREMIUM 2 (3月5日、麒麟堂) ※総集編  ※パッケージのみ出演
- 猥褻熟女～熟々セックスマシーン2～ (8月11日、ルビー)…別名出演:夏木涼
- 美妻の痴態４ (9月17日、メディアボス)

- 人の妻 ～ひとのつま～ (1月28日、デジタルバンク)
- MEDIA BOSS MAX ベストヒットライブラリー 240MINI (3月18日、メディアボス) ※総集編
- 高級和服熟女 4時間 10人 弐 (5月25日、フラットコーポレーション) ※総集編
- 人妻淫乱不倫旅行 4時間 壱 (5月25日、フラットコーポレーション) ※総集編
- 極選熟女4時間SP (11月20日、ネクスト (アダルトビデオ)) ※総集編

- セレブコレクション着物美人編 1 (2月13日、麒麟堂) ※総集編
- 不倫人妻温泉旅行・湯けむりファック!! (3月24日、デジタルバンク) ※総集編
- 三十路白書 vol.13 (4月7日、文殊) ※総集編
- 近親相姦日記 (11月5日、ジャネス)

- 高級美熟女30人8時間SUPEPR BEST (1月27日、フラットコーポレーション) ※総集編
- 男根エキス絞り出し 1 (2月12日、みけねこ（チャンネルヴィ）) ※総集編
- 熟女10人十艶 1 (2月20日、麒麟堂) ※総集編
- きもので14連発 壱 (2月20日、麒麟堂) ※総集編
- 高級美熟女乱舞 10人 熟練の高級美熟女テクニックが男の股間に炸裂する・・・ (10月18日、みけねこ（チャンネルヴィ）) ※総集編

- 四十路・五十路 熟女激淫 20人4時間DX (2月18日、なでしこ) ※総集編
- 熟女秘宝館4時間 魅惑のプレミアム熟女７連発！ (11月30日、ビースバルプロモーション) ※総集編
- 熟女さんに生殺しにされたい! 〜痴女以上女王様未満〜 (12月5日、ケンシロウPROJECT)…オムニバス作品

- オールザッツ 熟女 5時間 (3月28日、ビースバルプロモーション) ※総集編

- 丸秘映像流出！！ 不倫カップル淫行映像 美熟女厳選の巻 4 (8月25日、北都) ※オムニバス作品

- 熟女交尾苑 10時間 肉欲熟女24人大絶頂大百科 (3月31日、群雄社) ※総集編
- 熟女魂 十時間 全ての熟女ファンに捧ぐ完全無欠の20連発！ (6月30日、群雄社) ※総集編
- 厳選美熟女12人総集編4時間 (11月25日、群雄社) ※総集編

- 熟女悦楽 巨乳淫乱妻 ② 大地マリ (ディスク製造日は2003年12月30日 発売日は不明)

## 書籍

### 雑誌
- SPARK（2002年7月号、日正堂）
- ビデオメイトDX (デラックス)（2002年8月号、コアマガジン）
- やっぱ人妻でちゅ!!（2002年8月号 Vol.7、セントラル出版）
- 40マダム熟女性活（2002年 小説clubロマン 8月号増刊、桃園書房）
- 熟女秘宝館（2002年9月号 Vol.43、ユニ報創）
- ニャンニャン倶楽部Z（2002年11月号、コアマガジン）
- ザ・トップビデオ（2003年1月号、ダイアプレス）
- ビデオ THE (ザ) ワールド（2006年2月号、コアマガジン）
- 熟女人妻着物美人 24人の熟れた悦楽体験（2007年、サニー出版）